# Årets fotbollsspelare i Danmark

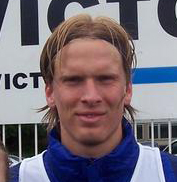
Christian Poulsen har fått priset två gånger 2005 och 2006

Årets fotbollsspelare i Danmark är ett fotbollspris som delas ut till den bästa danska fotbollsspelaren. Priset delas ut av Danska fotbollsförbundet (Dansk BoldspilUnion) sedan 1961. 

## Vinnare
| - 1961 Harald Nielsen, Fredrikshavn/Bologna - 1963 Jens Petersen, Esbjerg - 1964 Ole Madsen, HIK - 1965 Kaj Poulsen, Vejle - 1966 Leif Nielsen, Frem - 1967 Johnny Hansen, Vejle - 1968 Henning Munk Jensen, AaB - 1969 Allan Michaelsen, B 1903 - 1970 Jan Larsen, AB - 1971 Birger Pedersen, Hvidovre - 1972 Per Røntved, Brønshøj - 1973 Hans Aabech, Hvidovre - 1974 Niels-Christian Holmstrøm, KB - 1975 Henning Munk Jensen (2), AaB - 1976 Flemming Ahlberg, Frem - 1977 Allan Hansen, OB - 1978 Ole Kjær, Esbjerg - 1979 Jens Jørn Bertelsen, Esbjerg - 1980 Lars Bastrup, AGF - 1981 Allan Hansen (2), OB - 1982 Michael Laudrup, Brøndby - 1983 Morten Olsen, RSC Anderlecht - 1984 Preben Elkjær, Verona - 1985 Michael Laudrup (2), Juventus - 1986 Morten Olsen (2), Köln - 1987 John 'Faxe' Jensen, Brøndby - 1988 Lars Olsen, Brøndby - 1989 Brian Laudrup, Brøndby/Bayer Uerdingen - 1990 Peter Schmeichel, Brøndby - 1991 Kim Vilfort, Brøndby - 1992 Brian Laudrup (2), Bayern München/Fiorentina | - 1993 Peter Schmeichel (2), Manchester United - 1994 Thomas Helveg, Udinese - 1995 Brian Laudrup (3), Rangers - 1996 Allan Nielsen, Brøndby/Tottenham - 1997 Brian Laudrup (4), Rangers - 1998 Ebbe Sand, Brøndby - 1999 Peter Schmeichel (3), Manchester United - 2000 René Henriksen, Panathinaikos - 2001 Ebbe Sand (2), FC Schalke 04 - 2002 Jon Dahl Tomasson, Feyenoord/Milan - 2003 Morten Wieghorst, Brøndby - 2004 Jon Dahl Tomasson (2), Milan - 2005 Christian Poulsen, Schalke 04 - 2006 Christian Poulsen (2), Schalke 04/Sevilla - 2007 Daniel Agger, Liverpool FC - 2008 Martin Laursen, Aston Villa - 2009 Simon Kjær, Palermo - 2010 William Kvist, FC Köpenhamn - 2011 William Kvist (2), VfB Stuttgart - 2012 Daniel Agger (2), Liverpool - 2013 Christian Eriksen, Tottenham Hotspur - 2014 Christian Eriksen (2), Tottenham Hotspur - 2015 Christian Eriksen (3), Tottenham Hotspur - 2016 Kasper Schmeichel, Leicester City - 2017 Christian Eriksen (4), Tottenham Hotspur - 2018 Christian Eriksen (5), Tottenham Hotspur - 2019 Kasper Schmeichel (2), Leicester City - 2020 Kasper Schmeichel (3), Leicester City - 2021 Simon Kjær (2), AC Milan - 2022 Pierre-Emile Højbjerg, Tottenham Hotspur - 2023 Andreas Christensen, Barcelona |

## Danska fotbollsförbundets pris
Sedan 2006 delar det Danska fotbollsförbundet med samarbete av TV 2/Danmark även ut ett pris till den bästa fotbollsspelaren i Danmark. Vinnaren av priset meddelas på den årliga prisutdelning "Dansk Fodbold Award".
Vinnarna av DBU:s "Årets danska fotbollsspelare".
| - 2006 Christian Poulsen, Schalke 04/Sevilla - 2007 Dennis Rommedahl, Ajax - 2008 Martin Laursen, Aston Villa - 2009 Nicklas Bendtner, Arsenal - 2010 Dennis Rommedahl, Ajax/Olympiakos - 2011 Christian Eriksen, Ajax - 2012 Daniel Agger, Liverpool - 2013 Christian Eriksen, Ajax/Tottenham Hotspur - 2014 Christian Eriksen, Tottenham Hotspur - 2015 Kasper Schmeichel, Leicester City - 2016 Kasper Schmeichel, Leicester City - 2017 Christian Eriksen, Tottenham Hotspur - 2018 Kasper Schmeichel, Leicester City - 2019 Kasper Schmeichel, Leicester City - 2020 Pierre-Emile Højbjerg, Tottenham Hotspur - 2021 Simon Kjær, AC Milan - 2022 Pierre-Emile Højbjerg, Tottenham Hotspur - 2023 Andreas Christensen, Barcelona |

## Årets unga fotbollsspelare
Sponsrad av Arla Foods, priset kallas även Mælkens talentpriser (mjölk talang priset) i syfte att främja en linje av mjölkprodukter av företaget då kallades "MD Foods". DBU:s nya sponsor DONG (senare DONG Energy), ett oljeföretag, 2004 fortsatte Arla med att sponsra priset som då döptes om till Arla's talentpriser (Arla's talangpris) 2005.
| År   | U21                                 | U19                                    | U17                                       |
| ---- | ----------------------------------- | -------------------------------------- | ----------------------------------------- |
| 1987 | *Johnny Mølby, Vejle                | Anders Maibom, B 1909                  | Diego Tur, B 1903                         |
| 1988 | *Henrik Risom, Vejle                | Jens Madsen, Brøndby                   | Ronnie Ekelund, Brøndby                   |
| 1989 | *Brian Steen Nielsen, Vejle         | *Jacob Laursen, Vejle                  | Jeppe Tengbjerg, KB                       |
| 1990 | Steen Nedergaard, Odense            | *Martin & *Michael Johansen KB         | Kenni Sommer, Silkeborg                   |
| 1991 | *Miklos Molnar, Servette            | Christian Duus, Silkeborg              | Jesper Søgaard, Vejle                     |
| 1992 | *Jakob Kjeldbjerg, Silkeborg        | Thomas Jensen, AaB                     | Simon Karkov, Esbjerg                     |
| 1993 | *Jesper Kristensen, Brøndby         | *Ulrik Laursen, Odense                 | Michael Kremer, Brøndby                   |
| 1994 | *Thomas Rytter, Lyngby              | *Jon Dahl Tomasson, Køge               | Carsten Lektonen, Odense                  |
| 1995 | *Niclas Jensen, Lyngby              | *Jesper Grønkjær, AaB                  | Dan Anton Johansen, Brøndby               |
| 1996 | *Martin Jørgensen, AGF Aarhus       | Stefan K. Hansen, Köpenhamn            | *Kasper Bøgelund, Odense                  |
| 1997 | *Ole Tobiasen, Ajax                 | *Lars Jacobsen, Odense                 | Jesper Håkansson, Frem                    |
| 1998 | Mikkel Jensen, Brøndby              | *Peter Løvenkrands, AB                 | Tom Christensen, AGF Aarhus               |
| 1999 | Christian Magleby, Lyngby           | *Hjalte Bo Nørregaard, Köpenhamn       | Claus Pedersen, Odense                    |
| 2000 | *Martin Albrechtsen, AB             | Allan Olesen, Brøndby                  | Martin Bergvold, KB                       |
| 2001 | *Christian Poulsen, Köpenhamn       | *Rasmus Würtz, Skive                   | *Kasper Lorentzen, Brøndby                |
| 2002 | *Jan Kristiansen, Esbjerg           | Jeppe Curth, Feyenoord                 | *Michael Jakobsen, B 93                   |
| 2003 | *Stephan Andersen, AB               | *Morten Rasmussen, AGF Aarhus          | Lasse Qvist, Lyngby                       |
| 2004 | *Thomas Kahlenberg, Brøndby         | Søren Christensen, Nykøbing FA         | *Nicklas Bendtner, Arsenal                |
| 2005 | *Daniel Agger, Liverpool            | Magnus Troest, Midtjylland             | Rasmus Christiansen, Lyngby               |
| 2006 | *Niki Zimling, Esbjerg              | *Mike Jensen, Brøndby                  | Mads Albæk, Midtjylland                   |
| 2007 | *Kasper Schmeichel, Manchester City | *Simon Kjær, Midtjylland               | Nikola Saric, Herfølge                    |
| 2008 | *Michael Lumb, AGF Aarhus           | *Mathias "Zanka" Jørgensen, Köpenhamn  | *Christian Eriksen, OB                    |
| 2009 | *Anders Randrup, Brøndby            | *Thomas Delaney, Köpenhamn             | Niels Bisp Rasmussen, Vejle               |
| 2010 | *Jonas Lössl, Midtjylland           | *Jannik Vestergaard, Hoffenheim        | Kenneth Zohore, Köpenhamn                 |
| 2011 | *Nicolai Boilesen, Ajax             | *Uffe Manich Bech, Lyngby              | *Pierre Højbjerg, Brøndby                 |
| 2012 | *Jores Okore, FC Nordsjælland       | *Viktor Fischer, Ajax                  | *Andreas Christensen, Chelsea             |
| 2013 | *Andreas Cornelius, Köpenhamn       | Andrew Hjulsager, Brøndby              | Daniel Iversen, Esbjerg                   |
| 2014 | *Yussuf Poulsen, RB Leipzig         | *Joachim Andersen, Twente              | Mark Brink Christensen, Esbjerg           |
| 2015 | *Jeppe Højbjerg, Esbjerg            | Mikkel Duelund, Midtjylland            | Nicklas Strunck Jakobsen, FC Nordsjælland |
| 2016 | Marcus Ingvartsen, FC Nordsjælland  | *Jacob Bruun Larsen, Borussia Dortmund | Victor Jensen, Köpenhamn                  |

(*) Spelare som spelat minst en match för Danmarks A-landslag.